# Schwedische Badmintonmeisterschaft 2025
Die Schwedische Badmintonmeisterschaft 2025 fand vom 7. bis zum 9. Februar 2025 in Borås statt.

## Medaillengewinner
| Disziplin    | Gold                        | Silber                          | Bronze                             |
| ------------ | --------------------------- | ------------------------------- | ---------------------------------- |
| Herreneinzel | Gustav Björkler             | Kim Linell                      | Gabriel Ulldahl                    |
| Herreneinzel | Gustav Björkler             | Kim Linell                      | Ludvig Petre Olsson                |
| Dameneinzel  | Julia Tuvesson              | Mirjam Lindgärde                | Selma Arvidsson                    |
| Dameneinzel  | Julia Tuvesson              | Mirjam Lindgärde                | Matilda Ståhle                     |
| Herrendoppel | Ludwig Axelsson Jakob Ekman | Filip Karlborg Mio Molin        | Jesper Borgstedt Max Svensson      |
| Herrendoppel | Ludwig Axelsson Jakob Ekman | Filip Karlborg Mio Molin        | Shaun Ekengren Ludvig Petre Olsson |
| Damendoppel  | Tilda Sjöö Moa Sjöö Gozzi   | Fiona Hallberg Cecilia Wang     | Matilda Ståhle Sofia Strömvall     |
| Damendoppel  | Tilda Sjöö Moa Sjöö Gozzi   | Fiona Hallberg Cecilia Wang     | Romina Olyaee Ronak Olyaee         |
| Mixed        | Filip Karlborg Tilda Sjöö   | Ludwig Axelsson Sofia Strömvall | Max Svensson Romina Olyaee         |
| Mixed        | Filip Karlborg Tilda Sjöö   | Ludwig Axelsson Sofia Strömvall | Martin Norrman Malena Norrman      |